# Syncyclonemidae
Famille
Les Syncyclonemidae sont une famille de mollusques bivalves.

## Liste des genres
Selon ITIS (4 juin 2020) :
- genre Pectinella A. E. Verrill, 1897

## Publication originale
- (en) T. R. Waller, « Morphology, morphoclines and a new classification of the Pteriomorphia (Mollusca: Bivalvia) », Philosophical Transactions of the Royal Society B: Biological Sciences, Royal Society, vol. 284, no 1001,‎ 1978, p. 345-365 (ISSN 0962-8436 et 1471-2970, OCLC 01403239, lire en ligne).